# Alois Zotz
Alois Zotz (* 28. April 1814 in Bichlbach in Tirol; † 20. Juli 1893 in Peoria (Illinois)) war ein österreichisch-amerikanischer Zeitungsverleger, Journalist und ursprünglich römisch-katholischer Priester.

## Leben und Wirken
Alois Zotz, der aus der traditionellen Tiroler Familie Zotz stammt, wurde am 11. September 1839 zum römisch-katholischen Priester geweiht und wirkte danach in mehreren Pfarreien unter anderem im Bistum Rottenburg. Seine Beschäftigung mit der Religionskritik führte ihn schließlich zur Aufgabe des kirchlichen Dienstes und zur Auswanderung in die USA.
1852 ließ sich Alois Zotz in Peoria im Bundesstaat Illinois nieder, wo er die erste deutschsprachige Zeitung der Region gründete, den Illinois Banner. Die Zeitung erschien zunächst wöchentlich und wurde dann zur Tageszeitung ausgebaut. Als Alois Zotz die Zeitung 1858 verkaufte, erhielt sie den Titel Deutsche Zeitung.
1860 gründete er die gleichfalls deutschsprachige Tageszeitung Demokrat, deren Herausgeber er bis 1864 blieb. Diese Zeitung gilt als seinerzeit führendes deutschsprachiges Presseorgan in den USA.
Alois Zotz war mit Robert G. Ingersoll befreundet, der seit 1857 in Peoria eine Anwaltskanzlei führte. Beide verband eine agnostische und freidenkerische Haltung. Ingersoll und Zotz waren die geistigen Wortführer der republikanischen Partei in Illinois. Die Partei war 1854 mit dem Hauptziel gegründet worden, gegen die Ausbreitung der Sklaverei vorzugehen. Zotz hielt sich im Unterschied zu Ingersoll von politischen Ämtern und Funktionen fern und wirkte als Autor und Journalist für seine politischen Überzeugungen. Er übersetzte auch das religionskritische Werk Ingersolls ins Deutsche. Alois Zotz starb im Alter von 79 Jahren in Peoria.

## Werke
- Achtzehn Jahre in Peoria. Mit einer historischen Einleitung. Peoria (Illinois) Verlag der Deutschen Zeitung 1869
- Robert G. Ingersoll: Die Götter. Deutsch von Alois Zotz. Peoria, Ill., R. Eichenberger 1872